# Karl Urban (Schauspieler)

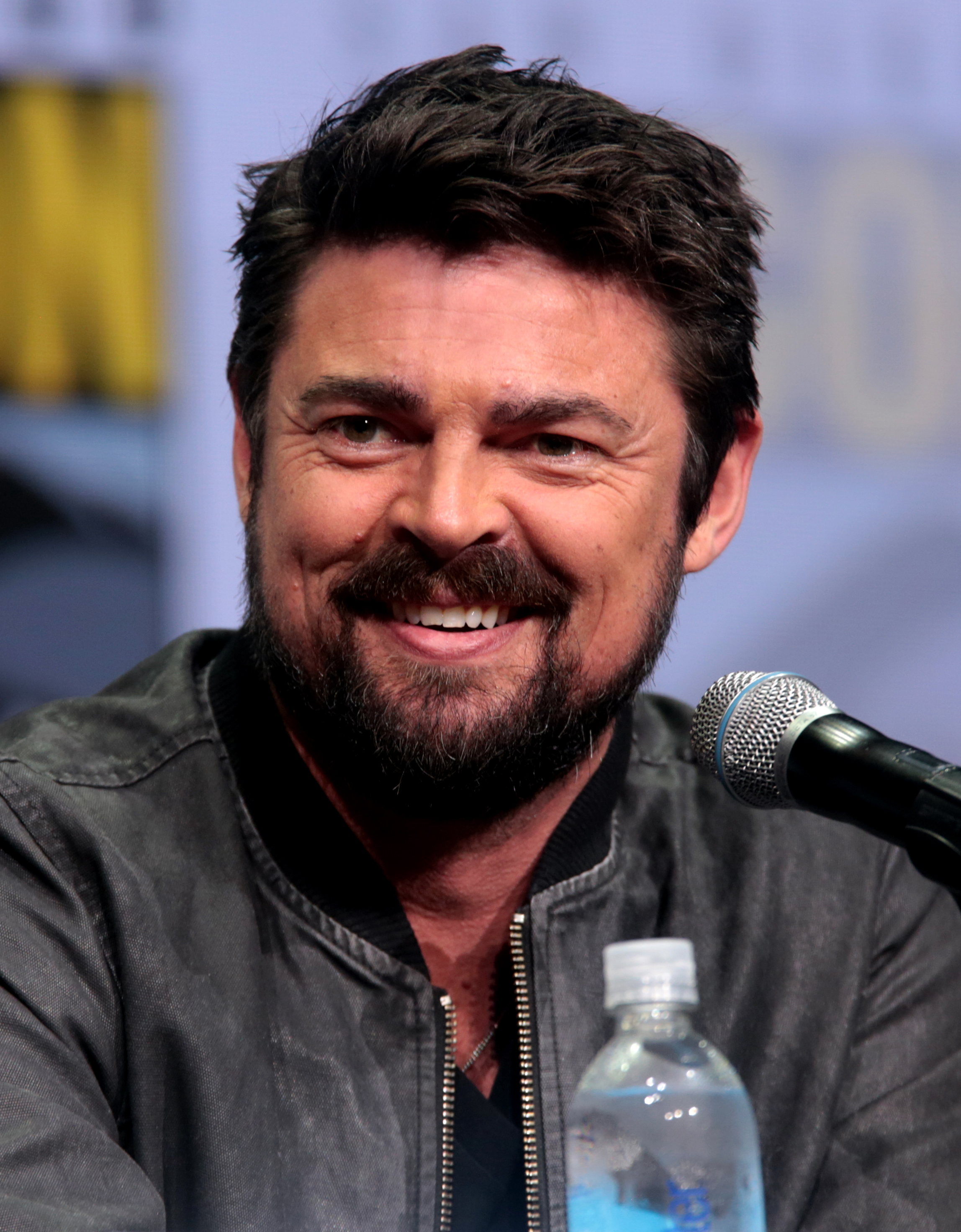
Karl Urban, 2017

Karl-Heinz Urban (* 7. Juni 1972 in Wellington) ist ein neuseeländischer Schauspieler.

## Leben und Karriere
Urbans Vater war ein deutscher Emigrant in Neuseeland und Eigentümer einer Produktionsstätte für Lederwaren. Urban wirkte während seiner Schulzeit in Schultheateraufführungen mit. Er erhielt Deutschunterricht und spricht seither solides Deutsch.
Nach dem Besuch des Colleges spielte er in neuseeländischen Seifenopern wie Shortland Street und später in US-Fantasyserien wie Xena – Die Kriegerprinzessin und Hercules.
Eine erste Nebenrolle in einer US-Filmproduktion hatte er in Ghost Ship (2002). In Der Herr der Ringe: Die zwei Türme aus dem Jahr 2002 spielte er die Rolle des Éomer vom Reitervolk der Rohirrim, dies ebenso in der Fortsetzung Die Rückkehr des Königs. 
Er spielte den Auftragskiller Kiril im 2004 erschienenen Thriller Die Bourne Verschwörung. Im selben Jahr war er als Vaako im Science-Fiction-Film Riddick: Chroniken eines Kriegers zu sehen, eine Rolle, zu der er in der Fortsetzung Riddick: Überleben ist seine Rache (2013) zurückkehrte.
Im Jahr 2005 war er neben Dwayne „The Rock“ Johnson und Rosamund Pike als Hauptdarsteller in Doom – Der Film sehen. Im Jahr 2007 verkörperte er in Pathfinder – Fährte des Kriegers die Hauptrolle des jungen Kriegers Der Geist.
In der Neuauflage der Star-Trek-Filme war er seit 2009 als Dr. Leonard „Pille“ McCoy zu sehen. Im Jahr 2012 gab er im britischen Sci-Fi-Film Dredd den titelgebenden Judge Dredd.
Unter der Regie von Robert Moresco übernahm er im Jahr 2018 die Hauptrolle in dem Thriller Bent – Korruption kennt keine Regeln. In der Buchadaption spielte neben Sofía Vergara auch Andy García mit. 
Seit 2019 ist er in der zentralen Rolle des brutalen Billy Butcher in vier Staffeln der Amazon-Prime-Video-Serie The Boys zu sehen.

### Privates
Bei den Dreharbeiten zum Fernsehfilm The Privateers (2000) lernte Urban seine spätere Frau Natalie Wihongi kennen, die als Maskenbildnerin an dem Film mitwirkte. Sie heirateten am 16. September 2004, im Juni 2014 gaben sie ihre Trennung bekannt. Beide lebten mit ihren zwei Söhnen in Auckland, Neuseeland.

## Trivia
- Im Film Star Wars: Der Aufstieg Skywalkers (2019) wirkte er als ein Sturmtruppler mit, ohne unter dem Helm identifizierbar zu sein.[4]

## Filmografie (Auswahl)
- 1991: Shark in the Park (Fernsehserie)
- 1992: Hügel des Todes (Chunuk Bair)
- 1992: Shortland Street (Fernsehserie)
- 1992: Homeward Bound (Fernsehserie)
- 1995: Wendy (Riding High, Fernsehserie)
- 1996–2001: Xena (Xena: Warrior Princess, Fernsehserie, 12 Folgen)
- 1996–1998: Hercules (Hercules: The Legendary Journeys, Fernsehserie, 2 Folgen)
- 1998: Familienglück oder andere Katastrophen (Via Satellite)
- 1998: Heaven
- 1999: Amazon High
- 2000: The Privateers (Fernsehfilm)
- 2000: The Price of Milk
- 2000: Die Unwiderlegbare Wahrheit über Dämonen (The Irrefutable Truth About Demons)
- 2002: Ghost Ship
- 2002: Der Herr der Ringe: Die zwei Türme (The Lord of the Rings: The Two Towers)
- 2003: Der Herr der Ringe: Die Rückkehr des Königs (The Lord of the Rings: The Return of the King)
- 2004: Riddick: Chroniken eines Kriegers (The Chronicles of Riddick)
- 2004: Die Bourne Verschwörung (The Bourne Supremacy)
- 2005: Doom – Der Film (Doom)
- 2006: Comanche Moon (Miniserie)
- 2006: Out of the Blue – 22 Stunden Angst (Out of the Blue)
- 2007: Pathfinder – Fährte des Kriegers (Pathfinder)
- 2009: Star Trek
- 2010: And Soon the Darkness
- 2010: R.E.D. – Älter, Härter, Besser (RED – Retired. Extremely Dangerous)
- 2011: Priest
- 2012: Dredd
- 2013: Star Trek Into Darkness
- 2013: Riddick: Überleben ist seine Rache (Riddick)
- 2013: Dinosaurier 3D – Im Reich der Giganten (Walking with Dinosaurs)
- 2013–2014: Almost Human (Fernsehserie, 13 Folgen)
- 2014: The Loft
- 2016: Star Trek Beyond
- 2016: Elliot, der Drache (Pete’s Dragon)
- 2017: Thor: Tag der Entscheidung (Thor: Ragnarok)
- 2017: Pfad der Rache (Acts of Vengeance)
- 2017: Hangman – The Killing Game (Hangman)
- 2018: Bent – Korruption kennt keine Regeln (Bent)
- seit 2019: The Boys (Fernsehserie)
- 2022: Das Seeungeheuer (The Sea Beast, Synchronisation)
- 2023: Generation V (Gen V, Fernsehserie,  Folge 1x8)